# Anathallis duplooyi
Anathallis duplooyi är en orkidéart som först beskrevs av Carlyle August Luer och Sayers, och fick sitt nu gällande namn av Carlyle August Luer. Anathallis duplooyi ingår i släktet Anathallis och familjen orkidéer.
Artens utbredningsområde är Belize. Inga underarter finns listade i Catalogue of Life.